# Calao de Namibie
Tockus damarensis
Espèce
Synonymes
- Lophoceros damarensis Shelley, 1888 (protonyme)

Statut de conservation UICN

 LC  : Préoccupation mineure
Le Calao de Namibie (Tockus damarensis) ou calao de Damara, est une espèce d'oiseaux de la famille des Bucerotidae.